# Phaegoptera pulchra
Phaegoptera pulchra är en fjärilsart som beskrevs av Lauro Travassos 1955. Phaegoptera pulchra ingår i släktet Phaegoptera och familjen björnspinnare. Inga underarter finns listade i Catalogue of Life.